# Korwety rakietowe typu Sa’ar 5
Korwety rakietowe typu Sa’ar 5 – seria trzech izraelskich korwet rakietowych zbudowanych w Stanach Zjednoczonych.

## Historia
W połowie lat 80. dowództwo Marynarki Wojennej Izraela określiło wymagania jakie powinna spełniać nowa wielozadaniowa korweta rakietowa. Okręty miały być przystosowane do działania na wodach przybrzeżnych i zwalczania celów nawodnych, podwodnych, a w razie konieczności także lądowych. W marcu 1988 podjęto wstępną decyzję o budowie trzech okrętów. Okręt miał zostać zbudowany w amerykańskiej stoczni Ingalls Shipbuilding. Projekt techniczny według założeń izraelskich miał być opracowany w Stanach Zjednoczonych, przy znacznej pomocy ze strony inżynierów z Izraela.
| Nazwa | Numer taktyczny | Położenie stępki | Wodowanie        | Ukończenie budowy |
| Eilat | 501             | 24 lutego 1992   | 9 lutego 1993    | 24 maja 1994      |
| Lahav | 502             | 25 września 1992 | 20 sierpnia 1993 | 23 września 1994  |
| Hanit | 503             | 5 kwietnia 1993  | 4 marca 1994     | 7 lutego 1995     |

## Zastosowanie
14 lipca 2006 roku podczas operacji morskiej blokady Bejrutu, prowadząca ostrzał celów w Bejrucie korweta typu Sa’ar 5 – INS "Hanit" została trafiona pociskiem przeciwokrętowym, wystrzelonym z lądu przez bojowników Hezbollahu. Pocisk, który trafił w okręt to Noor – irańska wersja chińskiego pocisku przeciwokrętowego C-802 (YJ-2). Pocisk trafił w okolice lądowiska dla śmigłowców i prawdopodobnie nie eksplodował, ale spowodował gwałtowny i trudny do opanowania pożar. Z załogi okrętu zginęły 4 osoby, a 16 zostało rannych. Z wyjaśnień strony izraelskiej wynika, że do ataku doszło, ponieważ systemy obronne okrętu były w momencie ataku chwilowo wyłączone. 6 sierpnia okręt ponownie po remoncie wyszedł w morze.